# Giselle Muñoz
Giselle Muñoz (Buenos Aires, 11 de septiembre de 1984) es una deportista argentina especialista en tenis de mesa adaptado individual y por equipos.
Ha sido parte del conjunto femenino de deportistas argentinas que ha asistido a los Juegos Paralímpicos desde 2000, aunque no ha recibido medalla; adicionalmente, ha representado a su país en varios campeonatos nacionales e internacionales donde ha ganado varias preseas. Por otro lado, y a nivel continental, participó en los Juegos Parapanamericanos de 2011 en Guadalajara, donde alcanzó la medalla de bronce en tenis de mesa individual femenino categoría 7-9.